# 满城镇
满城镇，是中华人民共和国河北省保定市满城区下辖的一个乡镇级行政单位。区域面积87.99平方千米。

## 行政区划
满城镇下辖以下地区：
东城社区、西城社区、燕赵社区、永乐社区、育才社区、建社社区、城内村、北关村、眺山营村、城东村、谒山村、北辛庄村、城北村、北厂村、南陵山村、北陵山村、长旺村、北庄村、北马村、东马村、西马村、南马村、东佃庄村、中佃庄村、西佃庄村、李堡村、宋贾村、毛贾村、柳家佐村、杨家佐村、李家佐村、郑家佐村、陶家佐村、吴家庄村、韩家庄村、抱阳村、韩家佐村、顺民村、茂山村和守陵村。